# Mycalesis procora
Mycalesis procora är en fjärilsart som beskrevs av Karsch 1893. Mycalesis procora ingår i släktet Mycalesis och familjen praktfjärilar. Inga underarter finns listade i Catalogue of Life.